# 起源引擎電影編輯器
起源引擎電影編輯器（英語：Source Filmmaker，也譯起源电影编辑器）是维尔福公司於2012年6月27日推出的基于起源引擎的视频采集及编辑应用软件，被军团要塞2、半衰期2、求生之路系列在内的超过50个游戏採用、製作游戏动画。